# Episema ceballosi
Episema ceballosi là một loài bướm đêm trong họ Noctuidae.